# Geiami

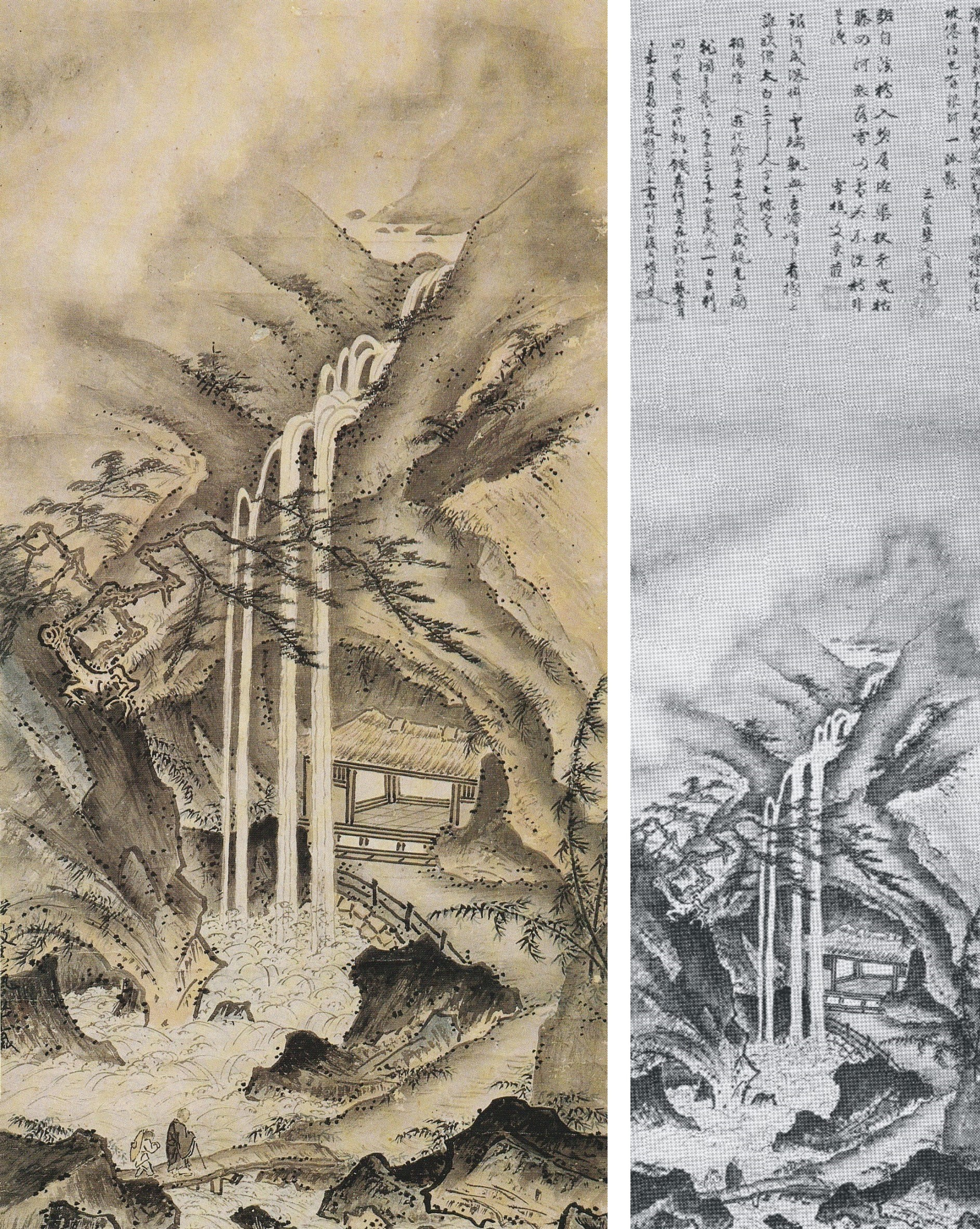
Geiami: Betrachten eines Wasserfalls

Geiami  (japanisch 芸阿弥, eigentlich Nakao Shingei (中尾 真芸), weiterer Künstlername: Gakusō (学叟); geb. 1431; gest. 8. Dezember 1485) war ein japanischer Mönch-Maler der Muromachi-Zeit.

## Leben und Werk
Geiami war der Sohn des Nōami (能阿弥), und wie sein Vater benutzte er einen Namen, der auf ami endet. Und wie sein Vater arbeitete er für das Shogunat als Dōbōshū (同朋衆), mit der Aufgabe, sich um die Werke chinesischer Herkunft zu kümmern. Er hatte ein großes Talent für Dichtkunst, für das Aufziehen von Bildern und Inneneinrichtungen mit Bildern. Geiami war auch tätig als Maler, wie sein Werk „観瀑図“ (Kambaku zu, „Betrachten eines Wasserfalls“) belegt, das er 1480 seinem Schüler Kenkō Shōkei (tätig zwischen 1478 und 1506) vermachte.
Dieses Bild zeigt eine etwas steife Komposition in Anlehnung an die Bilder der akademischen Maler während der Südlichen Song-Dynastie. Als Vorbild dienten zweifellos Bilder aus der Sammlung chinesische Werke im Besitz des Shogunats. Geiami orientierte sich auch an dem japanischen japanische Maler Shūbun.
Sein Sohn Sōami wurde ebenfalls als Maler tätig.